# Indywidualne Mistrzostwa Szwecji na Żużlu 1990
Indywidualne Mistrzostwa Szwecji na Żużlu 1990 – cykl turniejów żużlowych, mających wyłonić najlepszych żużlowców szwedzkich. Tytuł wywalczył Tony Rickardsson (Sztokholm United).

## Finał
- Sztokholm, 22 września 1990

| Msc. | Zawodnik             | Klub                   | Pkt |  |  |
| ---- | -------------------- | ---------------------- | --- |  |  |
| 1    | Tony Rickardsson     | Sztokholm United       | 15  |  |  |
| 2    | Erik Stenlund        | Rospiggarna Hallstavik | 14  |  |  |
| 3    | Per Jonsson          | Sztokholm United       | 13  |  |  |
| 4    | Jimmy Nilsen         | Sztokholm United       | 10  |  |  |
| 5    | Peter Nahlin         | Smederna Eskilstuna    | 10  |  |  |
| 6    | Peter Karlsson       | Örnarna Mariestad      | 9   |  |  |
| 7    | Jan Andersson        | Vetlanda               | 8   |  |  |
| 8    | Dennis Löfqvist      | Bysarna Visby          | 8   |  |  |
| 9    | Mikael Teurnberg     | Rospiggarna Hallstavik | 7   |  |  |
| 10   | Conny Ivarsson       | Vetlanda               | 6   |  |  |
| 11   | Christer Rohlén      | Indianerna Kumla       | 6   |  |  |
| 12   | Jörgen Johansson     | Skepparna Västervik    | 5   |  |  |
| 13   | Niklas Karlsson      | Örnarna Mariestad      | 3   |  |  |
| 14   | Anders Kling         | Dackarna Målilla       | 2   |  |  |
| 15   | Stefan Dannö         | Indianerna Kumla       | 2   |  |  |
| 16   | Henrik Gustafsson    | Indianerna Kumla       | 0   |  |  |
|      | rez. Bo Arrhén       | Sztokholm United       | 1   |  |  |
|      | rez. Mikael Karlsson | Örnarna Mariestad      | ns  |  |  |